# Сатурн (премия, 2018)
44-я церемония вручения наград премии «Сатурн» за заслуги в области фантастики, фэнтези и фильмов ужасов за 2017 год состоялась 27 июня 2018 года в городе Бербанк (Калифорния, США). Номинанты были объявлены 15 марта 2018 года.
Фильм «Чёрная пантера» получил наибольшее число номинаций, четырнадцать штук, третье по величине число номинаций в истории кинопремии «Сатурн» после «Звездных войн. Эпизод IV: Новая надежда» и «Звёздных войн: Пробуждение силы», получивших 17 и 15 номинаций соответственно. Также в этом году «Звёздные войны: Последние джедаи» получили 13 номинаций, а «Бегущий по лезвию 2049» и «Форма воды» — по 9 каждый.
Среди известных побед — победа Марка Хэмилла за лучшую мужскую роль в «Звёздных войнах: Последние джедаи» (через 34 года после его второй победы в «Возвращении джедая» в 1983 году), благодаря которой он стал первым, кто получил три премии Сатурн за одну и ту же роль в фильме, и победа Тома Холланда в номинации лучшему молодому актёру или актрисе, за «Человек-паук: Возвращение домой», что делает его первым, кто дважды получил награду за одну и ту же роль два года подряд.

## Список лауреатов и номинантов
Лауреаты указаны первыми, выделены жирным шрифтом и  отдельным цветом. 

### Игровое кино
Количество наград/номинаций:
- 5/14: «Чёрная пантера»
- 3/13: «Звёздные войны: Последние джедаи»
- 1/9: «Бегущий по лезвию 2049» / «Форма воды»
- 1/6: «Логан» / «Чудо-женщина»
- 1/5: «Прочь»
- 1/4: «Красавица и чудовище» / «Стражи Галактики. Часть 2» / «Человек-паук: Возвращение домой»
- 0/4: «Планета обезьян: Война» / «Оно»
- 1/3: «Величайший шоумен» / «Чудо»
- 0/3: «Валериан и город тысячи планет» / «Мир, полный чудес»
- 2/2: «Тайна Коко»
- 1/2: «Три билборда на границе Эббинга, Миссури»
- 0/2: «Конг: Остров черепа» / «Драка в блоке 99» / «Форсаж 8» / «Недруги» / «Тор: Рагнарёк»
- 1/1: «Бахубали: Рождение легенды»

| Категория                                                              | Лауреаты и номинанты                                                                            |
| ---------------------------------------------------------------------- | ----------------------------------------------------------------------------------------------- |
| Лучший научно-фантастический фильм                                     | • Бегущий по лезвию 2049 / Blade Runner 2049                                                    |
| Лучший научно-фантастический фильм                                     | • Чужой: Завет / Alien: Covenant                                                                |
| Лучший научно-фантастический фильм                                     | • Живое / Life                                                                                  |
| Лучший научно-фантастический фильм                                     | • Звёздные войны: Последние джедаи / Star Wars: The Last Jedi                                   |
| Лучший научно-фантастический фильм                                     | • Валериан и город тысячи планет / Valérian et la Cité des mille planètes                       |
| Лучший научно-фантастический фильм                                     | • Планета обезьян: Война / War for the Planet of the Apes                                       |
| Лучший фильм-фэнтези                                                   | • Форма воды / The Shape of Water                                                               |
| Лучший фильм-фэнтези                                                   | • Красавица и чудовище / Beauty and the Beast                                                   |
| Лучший фильм-фэнтези                                                   | • Короче / Downsizing                                                                           |
| Лучший фильм-фэнтези                                                   | • Джуманджи: Зов джунглей / Jumanji: Welcome to the Jungle                                      |
| Лучший фильм-фэнтези                                                   | • Конг: Остров черепа / Kong: Skull Island                                                      |
| Лучший фильм-фэнтези                                                   | • Приключения Паддингтона 2 / Paddington 2                                                      |
| Лучший фильм ужасов                                                    | • Прочь / Get Out                                                                               |
| Лучший фильм ужасов                                                    | • Синяя бездна / 47 Meters Down                                                                 |
| Лучший фильм ужасов                                                    | • Проклятие Аннабель: Зарождение зла / Annabelle: Creation                                      |
| Лучший фильм ужасов                                                    | • Смотри по сторонам / Better Watch Out                                                         |
| Лучший фильм ужасов                                                    | • Оно / It                                                                                      |
| Лучший фильм ужасов                                                    | • мама! / mother!                                                                               |
| Лучший триллер                                                         | • Три билборда на границе Эббинга, Миссури / Three Billboards Outside Ebbing, Missouri          |
| Лучший триллер                                                         | • Драка в блоке 99 / Brawl in Cell Block 99                                                     |
| Лучший триллер                                                         | • Убийство в «Восточном экспрессе» / Murder on the Orient Express                               |
| Лучший триллер                                                         | • Секретное досье / The Post                                                                    |
| Лучший триллер                                                         | • Субурбикон / Suburbicon                                                                       |
| Лучший триллер                                                         | • Ветреная река / Wind River                                                                    |
| Лучший экшн или приключенческий фильм                                  | • Величайший шоумен / The Greatest Showman                                                      |
| Лучший экшн или приключенческий фильм                                  | • Малыш на драйве / Baby Driver                                                                 |
| Лучший экшн или приключенческий фильм                                  | • Дюнкерк / Dunkirk                                                                             |
| Лучший экшн или приключенческий фильм                                  | • Форсаж 8 / The Fate of the Furious                                                            |
| Лучший экшн или приключенческий фильм                                  | • Недруги / Hostiles                                                                            |
| Лучший экшн или приключенческий фильм                                  | • Kingsman: Золотое кольцо / Kingsman: The Golden Circle                                        |
| Лучший фильм, основанный на комиксах (Best Comic Book-to-Film Release) | • Чёрная пантера / Black Panther                                                                |
| Лучший фильм, основанный на комиксах (Best Comic Book-to-Film Release) | • Стражи Галактики. Часть 2 / Guardians of the Galaxy Vol. 2                                    |
| Лучший фильм, основанный на комиксах (Best Comic Book-to-Film Release) | • Логан / Logan                                                                                 |
| Лучший фильм, основанный на комиксах (Best Comic Book-to-Film Release) | • Человек-паук: Возвращение домой / Spider-Man: Homecoming                                      |
| Лучший фильм, основанный на комиксах (Best Comic Book-to-Film Release) | • Тор: Рагнарёк / Thor: Ragnarok                                                                |
| Лучший фильм, основанный на комиксах (Best Comic Book-to-Film Release) | • Чудо-женщина / Wonder Woman                                                                   |
| Лучший полнометражный мультфильм                                       | • Тайна Коко / Coco                                                                             |
| Лучший полнометражный мультфильм                                       | • Тачки 3 / Cars 3                                                                              |
| Лучший полнометражный мультфильм                                       | • Гадкий я 3 / Despicable Me 3                                                                  |
| Лучший полнометражный мультфильм                                       | • Босс-молокосос / The Boss Baby                                                                |
| Лучший полнометражный мультфильм                                       | • Твоё имя / 君の名は。                                                                         |
| Лучший международный фильм (Best International Film Release)           | • Бахубали: Рождение легенды / Baahubali 2: The Conclusion                                      |
| Лучший международный фильм (Best International Film Release)           | • Преисподняя / Brimstone                                                                       |
| Лучший международный фильм (Best International Film Release)           | • Обитатели / The Lodgers                                                                       |
| Лучший международный фильм (Best International Film Release)           | • Человек, который изобрёл Рождество / The Man Who Invented Christmas                           |
| Лучший международный фильм (Best International Film Release)           | • Квадрат / The Square                                                                          |
| Лучший международный фильм (Best International Film Release)           | • Война волков 2 / 战狼2 / Wolf Warrior 2                                                       |
| Лучший независимый фильм (Best Independent Film Release)               | • Чудо / Wonder                                                                                 |
| Лучший независимый фильм (Best Independent Film Release)               | • Тоня против всех / I, Tonya                                                                   |
| Лучший независимый фильм (Best Independent Film Release)               | • ЛБД / LBJ                                                                                     |
| Лучший независимый фильм (Best Independent Film Release)               | • Счастливчик / Lucky                                                                           |
| Лучший независимый фильм (Best Independent Film Release)               | • Профессор Марстон и Чудо-женщины / Professor Marston and the Wonder Women                     |
| Лучший независимый фильм (Best Independent Film Release)               | • Очень тёмные времена / Super Dark Times                                                       |
| Лучший независимый фильм (Best Independent Film Release)               | • Мир, полный чудес / Wonderstruck                                                              |
| Лучший киноактёр                                                       | • Марк Хэмилл — «Звёздные войны: Последние джедаи» (за роль Люка Скайуокера / Доббу Ская)       |
| Лучший киноактёр                                                       | • Чедвик Боузман — «Чёрная пантера» (за роль Т’Чаллы / Чёрной Пантеры)                          |
| Лучший киноактёр                                                       | • Райан Гослинг — «Бегущий по лезвию 2049» (за роль Кея)                                        |
| Лучший киноактёр                                                       | • Хью Джекман — «Логан» (за роль Логана / Росомахи / Икс-24)                                    |
| Лучший киноактёр                                                       | • Дэниел Калуя — «Прочь» (за роль Криса Вашингтона)                                             |
| Лучший киноактёр                                                       | • Энди Серкис — «Планета обезьян: Война» (за роль Цезаря)                                       |
| Лучший киноактёр                                                       | • Винс Вон — «Драка в блоке 99» (за роль Брэдли Томаса)                                         |
| Лучшая киноактриса                                                     | • Галь Гадот — «Чудо-женщина» (за роль Дианы Принс / Чудо-женщины)                              |
| Лучшая киноактриса                                                     | • Салли Хокинс — «Форма воды» (за роль Элайзы Эспозито)                                         |
| Лучшая киноактриса                                                     | • Фрэнсис Макдорманд — «Три билборда на границе Эббинга, Миссури» (за роль Милдред Хейз)        |
| Лучшая киноактриса                                                     | • Лупита Нионго — «Чёрная пантера» (за роль Накии)                                              |
| Лучшая киноактриса                                                     | • Розамунд Пайк — «Недруги» (за роль Розали Куэйд)                                              |
| Лучшая киноактриса                                                     | • Дэйзи Ридли — «Звёздные войны: Последние джедаи» (за роль Рей)                                |
| Лучшая киноактриса                                                     | • Эмма Уотсон — «Красавица и чудовище» (за роль Белль)                                          |
| Лучший киноактёр второго плана                                         | • Патрик Стюарт — «Логан» (за роль Чарльза Ксавьера)                                            |
| Лучший киноактёр второго плана                                         | • Харрисон Форд — «Бегущий по лезвию 2049» (за роль Рика Декарда)                               |
| Лучший киноактёр второго плана                                         | • Майкл Б. Джордан — «Чёрная пантера» (за роль Н’Джадаки / Эрика Киллмонгера)                   |
| Лучший киноактёр второго плана                                         | • Майкл Китон — «Человек-паук: Возвращение домой» (за роль Эдриана Тумса / Стервятника)         |
| Лучший киноактёр второго плана                                         | • Крис Пайн — «Чудо-женщина» (за роль Стива Тревора)                                            |
| Лучший киноактёр второго плана                                         | • Майкл Рукер — «Стражи Галактики. Часть 2» (за роль Йонду Удонты)                              |
| Лучший киноактёр второго плана                                         | • Билл Скарсгард — «Оно» (за роль клоуна Пеннивайза)                                            |
| Лучшая киноактриса второго плана                                       | • Данай Гурира — «Чёрная пантера» (за роль Окойе)                                               |
| Лучшая киноактриса второго плана                                       | • Ана де Армас — «Бегущий по лезвию 2049» (за роль Джой)                                        |
| Лучшая киноактриса второго плана                                       | • Кэрри Фишер (посмертно) — «Звёздные войны: Последние джедаи» (за роль генерала Леи Органы)    |
| Лучшая киноактриса второго плана                                       | • Лоис Смит — «Марджори Прайм» (за роль Марджори)                                               |
| Лучшая киноактриса второго плана                                       | • Октавия Спенсер — «Форма воды» (за роль Зельды Фуллер)                                        |
| Лучшая киноактриса второго плана                                       | • Тесса Томпсон — «Тор: Рагнарёк» (за роль Валькирии)                                           |
| Лучшая киноактриса второго плана                                       | • Келли Мэри Трэн — «Звёздные войны: Последние джедаи» (за роль Роуз Тико)                      |
| Лучший молодой актёр или актриса                                       | • Том Холланд — «Человек-паук: Возвращение домой» (за роль Питера Паркера / Человека-паука)     |
| Лучший молодой актёр или актриса                                       | • Дафни Кин — «Логан» (за роль Лоры / Х-23)                                                     |
| Лучший молодой актёр или актриса                                       | • София Лиллис — «Оно» (за роль Беверли Марш)                                                   |
| Лучший молодой актёр или актриса                                       | • Миллисент Симмондс — «Мир, полный чудес» (за роль Роуз)                                       |
| Лучший молодой актёр или актриса                                       | • Джейкоб Трамбле — «Чудо» (за роль Августа «Огги» Пуллмана)                                    |
| Лучший молодой актёр или актриса                                       | • Летиша Райт — «Чёрная пантера» (за роль Шури)                                                 |
| Лучший молодой актёр или актриса                                       | • Зендая — «Человек-паук: Возвращение домой» (за роль Мишель «ЭмДжей» Джонс)                    |
| Лучший режиссёр                                                        | • Райан Куглер — «Чёрная пантера»                                                               |
| Лучший режиссёр                                                        | • Гильермо дель Торо — «Форма воды»                                                             |
| Лучший режиссёр                                                        | • Пэтти Дженкинс — «Чудо-женщина»                                                               |
| Лучший режиссёр                                                        | • Райан Джонсон — «Звёздные войны: Последние джедаи»                                            |
| Лучший режиссёр                                                        | • Джордан Пил — «Прочь»                                                                         |
| Лучший режиссёр                                                        | • Мэтт Ривз — «Планета обезьян: Война»                                                          |
| Лучший режиссёр                                                        | • Дени Вильнёв — «Бегущий по лезвию 2049»                                                       |
| Лучший сценарий                                                        | • Райан Джонсон — «Звёздные войны: Последние джедаи»                                            |
| Лучший сценарий                                                        | • Райан Куглер, Джо Роберт Коул — «Чёрная пантера»                                              |
| Лучший сценарий                                                        | • Хэмптон Фанчер, Майкл Грин — «Бегущий по лезвию 2049»                                         |
| Лучший сценарий                                                        | • Джордан Пил — «Прочь»                                                                         |
| Лучший сценарий                                                        | • Скотт Фрэнк, Джеймс Мэнголд, Майкл Грин — «Логан»                                             |
| Лучший сценарий                                                        | • Гильермо дель Торо, Ванесса Тейлор — «Форма воды»                                             |
| Лучший сценарий                                                        | • Аллан Хейнберг, Зак Снайдер, Джейсон Фукс — «Чудо-женщина»                                    |
| Лучшая музыка                                                          | • Майкл Джаккино — «Тайна Коко»                                                                 |
| Лучшая музыка                                                          | • Людвиг Йоранссон — «Чёрная пантера»                                                           |
| Лучшая музыка                                                          | • Джон Дебни, Джозеф Трапанезе — «Величайший шоумен»                                            |
| Лучшая музыка                                                          | • Александр Деспла — «Форма воды»                                                               |
| Лучшая музыка                                                          | • Джон Уильямс — «Звёздные войны: Последние джедаи»                                             |
| Лучшая музыка                                                          | • Картер Бёруэлл — «Мир, полный чудес»                                                          |
| Лучший монтаж                                                          | • Боб Дюксе — «Звёздные войны: Последние джедаи»                                                |
| Лучший монтаж                                                          | • Майкл П. Шовер, Дэбби Берман — «Чёрная пантера»                                               |
| Лучший монтаж                                                          | • Пол Рубелл, Кристиан Вагнер — «Форсаж 8»                                                      |
| Лучший монтаж                                                          | • Грегори Плоткин — «Прочь»                                                                     |
| Лучший монтаж                                                          | • Майкл Маккаскер, Дирк Уэстервелт — «Логан»                                                    |
| Лучший монтаж                                                          | • Сидни Волински — «Форма воды»                                                                 |
| Лучшие костюмы                                                         | • Жаклин Дюрран — «Красавица и чудовище»                                                        |
| Лучшие костюмы                                                         | • Рут Э. Картер — «Чёрная пантера»                                                              |
| Лучшие костюмы                                                         | • Эллен Мирожник — «Величайший шоумен»                                                          |
| Лучшие костюмы                                                         | • Майкл Каплан — «Звёздные войны: Последние джедаи»                                             |
| Лучшие костюмы                                                         | • Оливье Берио — «Валериан и город тысячи планет»                                               |
| Лучшие костюмы                                                         | • Линди Хемминг — «Чудо-женщина»                                                                |
| Лучшая работа художника-постановщика                                   | • Ханна Бичлер — «Чёрная пантера»                                                               |
| Лучшая работа художника-постановщика                                   | • Сара Гринвуд — «Красавица и чудовище»                                                         |
| Лучшая работа художника-постановщика                                   | • Деннис Гасснер — «Бегущий по лезвию 2049»                                                     |
| Лучшая работа художника-постановщика                                   | • Пол Д. Остерберри — «Форма воды»                                                              |
| Лучшая работа художника-постановщика                                   | • Рик Хайнрикс — «Звёздные войны: Последние джедаи»                                             |
| Лучшая работа художника-постановщика                                   | • Юг Тиссандье — «Валериан и город тысячи планет»                                               |
| Лучший грим                                                            | • Джоэл Харлоу, Кен Диас — «Чёрная пантера»                                                     |
| Лучший грим                                                            | • Дональд Моуэт — «Бегущий по лезвию 2049»                                                      |
| Лучший грим                                                            | • Джон Блейк, Брайан Сипе — «Стражи Галактики. Часть 2»                                         |
| Лучший грим                                                            | • Алек Гиллис, Шон Сансом, Том Вудрафф мл., Шейн Зандер — «Оно»                                 |
| Лучший грим                                                            | • Майк Хилл, Шейн Махан — «Форма воды»                                                          |
| Лучший грим                                                            | • Питер Суордс Кинг, Нил Скэнлэн — «Звёздные войны: Последние джедаи»                           |
| Лучший грим                                                            | • Арьен Тюйтен — «Чудо»                                                                         |
| Лучшие спецэффекты                                                     | • Кристофер Таунсенд, Гай Уильямс, Джонатан Фокнер, Дэн Судик — «Стражи Галактики. Часть 2»     |
| Лучшие спецэффекты                                                     | • Джеффри Бауманн, Крейг Хаммак, Дэн Судик — «Чёрная пантера»                                   |
| Лучшие спецэффекты                                                     | • Джон Нельсон, Пол Ламберт, Ричард Р. Гувер, Герд Нефцер — «Бегущий по лезвию 2049»            |
| Лучшие спецэффекты                                                     | • Стивен Розенбаум, Джефф Уайт, Скотт Бенца, Майкл Мейнардус — «Конг: Остров черепа»            |
| Лучшие спецэффекты                                                     | • Бен Моррис, Майкл Малхолланд, Крис Корбоулд, Нил Скэнлэн — «Звёздные войны: Последние джедаи» |
| Лучшие спецэффекты                                                     | • Джо Леттери, Дэн Леммон, Дэниел Барретт, Джоэл Вист — «Планета обезьян: Война»                |

### Телевизионные категории
Количество номинаций:
- 7: «Ходячие мертвецы»
- 5: «Звёздный путь: Дискавери»
- 4: «Игра престолов» / «Американская история ужасов: Культ» / «Ривердейл» / «Твин Пикс: Возвращение»
- 3: «Орвилл» / «Библиотекари» / «Чужестранка» / «Бойтесь ходячих мертвецов» / «Лучше звоните Солу» / «Флэш» / «Супергёрл»
- 2: «Секретные материалы» / «Американские боги» / «Эш против зловещих мертвецов» / «Штамм» / «Алиенист» / «Фарго» / «Готэм» / «Чёрное зеркало» / «Электрические сны Филипа К. Дика» / «Очень странные дела» / «Защитники» / «Каратель»

| Категория                                                                                  | Лауреаты и номинанты                                                                                |
| ------------------------------------------------------------------------------------------ | --------------------------------------------------------------------------------------------------- |
| Лучший научно-фантастический телесериал (Best Science Fiction TV Series)                   | • Орвилл / The Orville                                                                              |
| Лучший научно-фантастический телесериал (Best Science Fiction TV Series)                   | • 100 (Сотня) / The 100                                                                             |
| Лучший научно-фантастический телесериал (Best Science Fiction TV Series)                   | • Колония / Colony                                                                                  |
| Лучший научно-фантастический телесериал (Best Science Fiction TV Series)                   | • Доктор Кто / Doctor Who                                                                           |
| Лучший научно-фантастический телесериал (Best Science Fiction TV Series)                   | • Пространство / The Expanse                                                                        |
| Лучший научно-фантастический телесериал (Best Science Fiction TV Series)                   | • Спасение / Salvation                                                                              |
| Лучший научно-фантастический телесериал (Best Science Fiction TV Series)                   | • Секретные материалы / The X-Files                                                                 |
| Лучший телесериал в жанре фэнтези (Best Fantasy TV Series)                                 | • Чужестранка / Outlander                                                                           |
| Лучший телесериал в жанре фэнтези (Best Fantasy TV Series)                                 | • Американские боги / American Gods                                                                 |
| Лучший телесериал в жанре фэнтези (Best Fantasy TV Series)                                 | • Игра престолов / Game of Thrones                                                                  |
| Лучший телесериал в жанре фэнтези (Best Fantasy TV Series)                                 | • В лучшем мире / The Good Place                                                                    |
| Лучший телесериал в жанре фэнтези (Best Fantasy TV Series)                                 | • Падение Ордена / Knightfall                                                                       |
| Лучший телесериал в жанре фэнтези (Best Fantasy TV Series)                                 | • Библиотекари / The Librarians                                                                     |
| Лучший телесериал в жанре фэнтези (Best Fantasy TV Series)                                 | • Волшебники / The Magicians                                                                        |
| Лучший телесериал в жанре хоррор (Best Horror TV Series)                                   | • Ходячие мертвецы / The Walking Dead                                                               |
| Лучший телесериал в жанре хоррор (Best Horror TV Series)                                   | • Американская история ужасов: Культ / American Horror Story: Cult                                  |
| Лучший телесериал в жанре хоррор (Best Horror TV Series)                                   | • Эш против зловещих мертвецов / Ash vs Evil Dead                                                   |
| Лучший телесериал в жанре хоррор (Best Horror TV Series)                                   | • Бойтесь ходячих мертвецов / Fear the Walking Dead                                                 |
| Лучший телесериал в жанре хоррор (Best Horror TV Series)                                   | • Проповедник / Preacher                                                                            |
| Лучший телесериал в жанре хоррор (Best Horror TV Series)                                   | • Штамм / The Strain                                                                                |
| Лучший телесериал в жанре хоррор (Best Horror TV Series)                                   | • Волчонок / Teen Wolf                                                                              |
| Лучший телесериал в жанрах: экшн / триллер (Best Action / Thriller Television Series)      | • Лучше звоните Солу / Better Call Saul                                                             |
| Лучший телесериал в жанрах: экшн / триллер (Best Action / Thriller Television Series)      | • Алиенист / The Alienist                                                                           |
| Лучший телесериал в жанрах: экшн / триллер (Best Action / Thriller Television Series)      | • Царство животных / Animal Kingdom                                                                 |
| Лучший телесериал в жанрах: экшн / триллер (Best Action / Thriller Television Series)      | • Фарго / Fargo                                                                                     |
| Лучший телесериал в жанрах: экшн / триллер (Best Action / Thriller Television Series)      | • В пустыне смерти / Into the Badlands                                                              |
| Лучший телесериал в жанрах: экшн / триллер (Best Action / Thriller Television Series)      | • Мистер Мерседес / Mr. Mercedes                                                                    |
| Лучший телесериал в жанрах: экшн / триллер (Best Action / Thriller Television Series)      | • Ривердейл / Riverdale                                                                             |
| Лучший супергеройский телесериал (Best Superhero Television Series)                        | • Флэш / The Flash                                                                                  |
| Лучший супергеройский телесериал (Best Superhero Television Series)                        | • Стрела / Arrow                                                                                    |
| Лучший супергеройский телесериал (Best Superhero Television Series)                        | • Чёрная Молния / Black Lightning                                                                   |
| Лучший супергеройский телесериал (Best Superhero Television Series)                        | • Легенды завтрашнего дня / Legends of Tomorrow                                                     |
| Лучший супергеройский телесериал (Best Superhero Television Series)                        | • Готэм / Gotham                                                                                    |
| Лучший супергеройский телесериал (Best Superhero Television Series)                        | • Агенты «Щ.И.Т.» / Marvel’s Agents of S.H.I.E.L.D.                                                 |
| Лучший супергеройский телесериал (Best Superhero Television Series)                        | • Супергёрл / Supergirl                                                                             |
| Лучший телесериал, выпущенный новыми медиа (Best New Media Television Series)              | • Звёздный путь: Дискавери / Star Trek: Discovery                                                   |
| Лучший телесериал, выпущенный новыми медиа (Best New Media Television Series)              | • Видоизменённый углерод / Altered Carbon                                                           |
| Лучший телесериал, выпущенный новыми медиа (Best New Media Television Series)              | • Чёрное зеркало / Black Mirror                                                                     |
| Лучший телесериал, выпущенный новыми медиа (Best New Media Television Series)              | • Рассказ служанки / The Handmaid’s Tale                                                            |
| Лучший телесериал, выпущенный новыми медиа (Best New Media Television Series)              | • Охотник за разумом / Mindhunter                                                                   |
| Лучший телесериал, выпущенный новыми медиа (Best New Media Television Series)              | • Электрические сны Филипа К. Дика / Electric Dreams                                                |
| Лучший телесериал, выпущенный новыми медиа (Best New Media Television Series)              | • Очень странные дела / Stranger Things                                                             |
| Лучший супергеройский сериал, выпущенный новыми медиа (Best New Media Superhero Series)    | • Каратель / Marvel’s The Punisher                                                                  |
| Лучший супергеройский сериал, выпущенный новыми медиа (Best New Media Superhero Series)    | • Человек будущего / Future Man                                                                     |
| Лучший супергеройский сериал, выпущенный новыми медиа (Best New Media Superhero Series)    | • Защитники / Marvel’s The Defenders                                                                |
| Лучший супергеройский сериал, выпущенный новыми медиа (Best New Media Superhero Series)    | • Железный кулак / Marvel’s Iron Fist                                                               |
| Лучший супергеройский сериал, выпущенный новыми медиа (Best New Media Superhero Series)    | • Беглецы / Marvel’s Runaways                                                                       |
| Лучший супергеройский сериал, выпущенный новыми медиа (Best New Media Superhero Series)    | • Тик / The Tick                                                                                    |
| Лучшая телепостановка (Best Presentation on Television)                                    | • Твин Пикс: Возвращение / Twin Peaks: The Return                                                   |
| Лучшая телепостановка (Best Presentation on Television)                                    | • Нулевой канал / Channel Zero                                                                      |
| Лучшая телепостановка (Best Presentation on Television)                                    | • Наследники 2 / Descendants 2                                                                      |
| Лучшая телепостановка (Best Presentation on Television)                                    | • Доктор Кто: Дважды во времени / Doctor Who: Twice Upon a Time                                     |
| Лучшая телепостановка (Best Presentation on Television)                                    | • Таинственный театр 3000 года: Возвращение / Mystery Science Theatre 3000: The Return              |
| Лучшая телепостановка (Best Presentation on Television)                                    | • Окча / Okja                                                                                       |
| Лучшая телепостановка (Best Presentation on Television)                                    | • Грешница / The Sinner                                                                             |
| Лучший мультсериал или мультфильм для ТВ (Best Animated Series or Film on Television)      | • Звёздные войны: Повстанцы / Star Wars: Rebels                                                     |
| Лучший мультсериал или мультфильм для ТВ (Best Animated Series or Film on Television)      | • Спецагент Арчер / Archer                                                                          |
| Лучший мультсериал или мультфильм для ТВ (Best Animated Series or Film on Television)      | • Конь БоДжек / Bojack Horseman                                                                     |
| Лучший мультсериал или мультфильм для ТВ (Best Animated Series or Film on Television)      | • Облачно, возможны осадки в виде фрикаделек / Cloudy with a Chance of Meatballs                    |
| Лучший мультсериал или мультфильм для ТВ (Best Animated Series or Film on Television)      | • Гриффины / Family Guy                                                                             |
| Лучший мультсериал или мультфильм для ТВ (Best Animated Series or Film on Television)      | • Рик и Морти / Rick and Morty                                                                      |
| Лучший мультсериал или мультфильм для ТВ (Best Animated Series or Film on Television)      | • Симпсоны / The Simpsons                                                                           |
| Лучший телеактёр                                                                           | • Кайл Маклахлен — «Твин Пикс: Возвращение» (за роль Дейла Купера / Даги Джонса)                    |
| Лучший телеактёр                                                                           | • Джон Бернтал — «Каратель» (за роль Фрэнка Касла / Карателя)                                       |
| Лучший телеактёр                                                                           | • Брюс Кэмпбелл — «Эш против зловещих мертвецов» (за роль Эша Уильямса / злого Эша)                 |
| Лучший телеактёр                                                                           | • Сэм Хьюэн — «Чужестранка» (за роль Джейми Фрейзера)                                               |
| Лучший телеактёр                                                                           | • Джейсон Айзекс — «Звёздный путь: Дискавери» (за роль капитана Гэбриэла Лорки)                     |
| Лучший телеактёр                                                                           | • Эндрю Линкольн — «Ходячие мертвецы» (за роль Рика Граймса)                                        |
| Лучший телеактёр                                                                           | • Сет Макфарлейн — «Орвилл» (за роль капитана Эда Мерсера)                                          |
| Лучший телеактёр                                                                           | • Рики Уиттл — «Американские боги» (за роль Тени Муна)                                              |
| Лучшая телеактриса                                                                         | • Соникуа Мартин-Грин — «Звёздный путь: Дискавери» (за роль Майкл Бёрнем)                           |
| Лучшая телеактриса                                                                         | • Джиллиан Андерсон — «Секретные материалы» (за роль Даны Скалли)                                   |
| Лучшая телеактриса                                                                         | • Катрина Балф — «Чужестранка» (за роль Клэр Рэндалл)                                               |
| Лучшая телеактриса                                                                         | • Мелисса Бенойст — «Супергёрл» (за роль Кары Дэнверс / Супергёрл)                                  |
| Лучшая телеактриса                                                                         | • Лина Хиди — «Игра престолов» (за роль Серсеи Ланнистер)                                           |
| Лучшая телеактриса                                                                         | • Эдрианн Палики — «Орвилл» (за роль Келли Грейсен)                                                 |
| Лучшая телеактриса                                                                         | • Сара Полсон — «Американская история ужасов: Культ» (за роль Элли Мейфэр-Ричардс / Сьюзан Аткинс)  |
| Лучшая телеактриса                                                                         | • Мэри Элизабет Уинстэд — «Фарго» (за роль Никки Сванго)                                            |
| Лучший телеактёр второго плана                                                             | • Майкл Маккин — «Лучше звоните Солу» (за роль Чака Макгилла)                                       |
| Лучший телеактёр второго плана                                                             | • Николай Костер-Вальдау — «Игра престолов» (за роль Джейме Ланнистера)                             |
| Лучший телеактёр второго плана                                                             | • Мигель Феррер (посмертно) — «Твин Пикс: Возвращение» (за роль Альберта Розенфилда)                |
| Лучший телеактёр второго плана                                                             | • Кит Харингтон — «Игра престолов» (за роль Джона Сноу)                                             |
| Лучший телеактёр второго плана                                                             | • Даг Джонс — «Звёздный путь: Дискавери» (за роль Сару)                                             |
| Лучший телеактёр второго плана                                                             | • Кристиан Кейн — «Библиотекари» (за роль Джейка Стоуна)                                            |
| Лучший телеактёр второго плана                                                             | • Хари Пейтон — «Ходячие мертвецы» (за роль Иезекииля)                                              |
| Лучший телеактёр второго плана                                                             | • Эван Питерс — «Американская история ужасов: Культ» (за роль Кая Андерсона)                        |
| Лучшая телеактриса второго плана                                                           | • Риа Сихорн — «Лучше звоните Солу» (за роль Ким Векслер)                                           |
| Лучшая телеактриса второго плана                                                           | • Одетт Эннэбл — «Супергёрл» (за роль Саманты Ариас / Рейн)                                         |
| Лучшая телеактриса второго плана                                                           | • Дакота Фэннинг — «Алиенист» (за роль Сары Говард)                                                 |
| Лучшая телеактриса второго плана                                                           | • Данай Гурира — «Ходячие мертвецы» (за роль Мишонн)                                                |
| Лучшая телеактриса второго плана                                                           | • Мелисса Макбрайд — «Ходячие мертвецы» (за роль Кэрол Пелетье)                                     |
| Лучшая телеактриса второго плана                                                           | • Кэндис Паттон — «Флэш» (за роль Айрис Уэст Аллен)                                                 |
| Лучшая телеактриса второго плана                                                           | • Адина Портер — «Американская история ужасов: Культ» (за роль Беверли Хоуп)                        |
| Лучшая телеактриса второго плана                                                           | • Кристен Риттер — «Защитники» (за роль Джессики Джонс)                                             |
| Лучшая гостевая роль в телесериале                                                         | • Дэвид Линч — «Твин Пикс: Возвращение» (за роль Гордона Коула)                                     |
| Лучшая гостевая роль в телесериале                                                         | • Брайан Крэнстон — «Электрические сны Филипа К. Дика» (за роль Сайлса)                             |
| Лучшая гостевая роль в телесериале                                                         | • Майкл Грейес — «Бойтесь ходячих мертвецов» (за роль Калетаки Уокера)                              |
| Лучшая гостевая роль в телесериале                                                         | • Джеффри Дин Морган — «Ходячие мертвецы» (за роль Нигана)                                          |
| Лучшая гостевая роль в телесериале                                                         | • Рэйчел Николс — «Библиотекари» (за роль Николь Нун)                                               |
| Лучшая гостевая роль в телесериале                                                         | • Джесси Племонс — «Чёрное зеркало» (за роль Роберта Дейли)                                         |
| Лучшая гостевая роль в телесериале                                                         | • Хартли Сойер — «Флэш» (за роль Ральфа Дибни / Удлиняющегося человека)                             |
| Лучшая гостевая роль в телесериале                                                         | • Мишель Йео — «Звёздный путь: Дискавери» (за роль капитана Филиппы Джорджиу / императора Джорджиу) |
| Лучший молодой актёр или актриса в телесериале (Best Younger Actor on a Television Series) | • Чендлер Риггз — «Ходячие мертвецы» (за роль Карла Граймса)                                        |
| Лучший молодой актёр или актриса в телесериале (Best Younger Actor on a Television Series) | • Кей Джей Апа — «Ривердейл» (за роль Арчи Эндрюса)                                                 |
| Лучший молодой актёр или актриса в телесериале (Best Younger Actor on a Television Series) | • Милли Бобби Браун — «Очень странные дела» (за роль «Одиннадцать»)                                 |
| Лучший молодой актёр или актриса в телесериале (Best Younger Actor on a Television Series) | • Макс Чарльз — «Штамм» (за роль Зака Гудвэзэра)                                                    |
| Лучший молодой актёр или актриса в телесериале (Best Younger Actor on a Television Series) | • Алисия Дебнем-Кэри — «Бойтесь ходячих мертвецов» (за роль Алисии Кларк)                           |
| Лучший молодой актёр или актриса в телесериале (Best Younger Actor on a Television Series) | • Давид Мазуз — «Готэм» (за роль Брюса Уэйна)                                                       |
| Лучший молодой актёр или актриса в телесериале (Best Younger Actor on a Television Series) | • Лили Рейнхарт — «Ривердейл» (за роль Бетти Купер)                                                 |
| Лучший молодой актёр или актриса в телесериале (Best Younger Actor on a Television Series) | • Коул Спроус — «Ривердейл» (за роль Джагхеда Джонса)                                               |

### Домашняя коллекция
| Категория                                                                          | Лауреаты и номинанты |
| ---------------------------------------------------------------------------------- | --- |
| Лучшее DVD/Blu-ray-издание фильма (Best DVD/BD Release)                            | • Дэйв сделал лабиринт / Dave Made a Maze |
| Лучшее DVD/Blu-ray-издание фильма (Best DVD/BD Release)                            | • 2:22 / 2:22 |
| Лучшее DVD/Blu-ray-издание фильма (Best DVD/BD Release)                            | • Моя девушка — монстр / Colossal |
| Лучшее DVD/Blu-ray-издание фильма (Best DVD/BD Release)                            | • Культ Чаки / Cult of Chucky |
| Лучшее DVD/Blu-ray-издание фильма (Best DVD/BD Release)                            | • Дьявольский шёпот / The Devil’s Whisper |
| Лучшее DVD/Blu-ray-издание фильма (Best DVD/BD Release)                            | • Человек с Земли: Голоцен / The Man from Earth: Holocene |
| Лучшее специальное DVD/Blu-ray-издание (Best DVD/BD Special Edition Release)       | • Ночь живых мертвецов / Night of the Living Dead: The Criterion Collection |
| Лучшее специальное DVD/Blu-ray-издание (Best DVD/BD Special Edition Release)       | • Потерянный горизонт / Lost Horizon (80th Anniversary) |
| Лучшее специальное DVD/Blu-ray-издание (Best DVD/BD Special Edition Release)       | • Затерянный мир / The Lost World: Deluxe Edition |
| Лучшее специальное DVD/Blu-ray-издание (Best DVD/BD Special Edition Release)       | • Реаниматор / Re-Animator: Special Edition |
| Лучшее специальное DVD/Blu-ray-издание (Best DVD/BD Special Edition Release)       | • Спиди-гонщик / Speed Racer: Collector’s Edition |
| Лучшее специальное DVD/Blu-ray-издание (Best DVD/BD Special Edition Release)       | • Суспирия / Suspiria: 40th Anniversary Edition |
| Лучший DVD-сборник (Best DVD/BD Collection)                                        | • Dracula: Complete Legacy Collection (в сборник вошли: «Дракула» (1931), «Дочь Дракулы» (1936), «Сын Дракулы» (1943), «Дом Франкенштейна» (1944), «Дом Дракулы» (1945), «Эбботт и Костелло встречают Франкенштейна» (1948))         |
| Лучший DVD-сборник (Best DVD/BD Collection)                                        | • Агент 117 / OSS 117: Five Film Collection (в сборник вошли: «Агент 117 разбушевался» (1963), «Банк в Бангкоке» (1964), «Ярость в Байя для агента ОСС 117» (1965), «На прицеле у смерти» (1966), «Роз для ОСС-117 не будет» (1968)) |
| Лучший DVD-сборник (Best DVD/BD Collection)                                        | • Abbott and Costello Rarities |
| Лучший DVD-сборник (Best DVD/BD Collection)                                        | • Приключения Капитана Марвела / Adventures of Captain Marvel |
| Лучший DVD-сборник (Best DVD/BD Collection)                                        | • Christopher Nolan 4K Collection (в сборник вошли: «Дюнкерк» (2017), «Бэтмен: Начало» (2005), «Тёмный рыцарь» (2008), «Тёмный рыцарь: Возрождение легенды» (2012), «Начало» (2010), «Интерстеллар» (2014), «Престиж» (2006))        |
| Лучший DVD-сборник (Best DVD/BD Collection)                                        | • Фриц Ланг: Немое кино / Fritz Lang: The Silent Films |
| Лучший DVD-сборник (Best DVD/BD Collection)                                        | • The Mummy: Complete Legacy Collection (в сборник вошли: «Мумия» (1931), «Рука мумии» (1940), «Гробница мумии» (1942), «Призрак мумии» (1944), «Проклятие мумии» (1944), «Эбботт и Костелло встречают Мумию» (1955))                |
| Лучшее DVD/Blu-ray-издание классического фильма (Best DVD/BD Classic Film Release) | • Спасательная шлюпка / Lifeboat (1944) |
| Лучшее DVD/Blu-ray-издание классического фильма (Best DVD/BD Classic Film Release) | • Калтики, бессмертный монстр / Caltiki il mostro immortale (1959) |
| Лучшее DVD/Blu-ray-издание классического фильма (Best DVD/BD Classic Film Release) | • Потоп / Deluge (1933) |
| Лучшее DVD/Blu-ray-издание классического фильма (Best DVD/BD Classic Film Release) | • Вальс Мефистофеля / The Mephisto Waltz (1971) |
| Лучшее DVD/Blu-ray-издание классического фильма (Best DVD/BD Classic Film Release) | • Старый тёмный дом / The Old Dark House (1932) |
| Лучшее DVD/Blu-ray-издание классического фильма (Best DVD/BD Classic Film Release) | • Тобор Великий / Tobor the Great (1954) |
| Лучшее DVD-издание телесериала (Best DVD/BD Television Release)                    | • Американские боги (1-й сезон) / American Gods (Season 1) |
| Лучшее DVD-издание телесериала (Best DVD/BD Television Release)                    | • Гримм: Полная коллекция / Grimm: The Complete Collection |
| Лучшее DVD-издание телесериала (Best DVD/BD Television Release)                    | • Досье детектива Рокфорда: Полный сериал / The Rockford Files: The Complete Series |
| Лучшее DVD-издание телесериала (Best DVD/BD Television Release)                    | • Твин Пикс: Возвращение / Twin Peaks: A Limited Event Series |
| Лучшее DVD-издание телесериала (Best DVD/BD Television Release)                    | • Дневники вампира: Полный сериал / The Vampire Diaries: The Complete Series |
| Лучшее DVD-издание телесериала (Best DVD/BD Television Release)                    | • Мир Дикого запада (1-й сезон) / Westworld: Season One: The Maze |

### Live Stage Production
| Категория                        | Лауреат и номинанты                                  |
| -------------------------------- | ---------------------------------------------------- |
| Best Local Live Stage Production | • Something Rotten (Segerstrom Center for the Arts)  |
| Best Local Live Stage Production | • Finding Neverland (Segerstrom Center for the Arts) |
| Best Local Live Stage Production | • Miracle on 34th Street (Pasadena Playhouse)        |
| Best Local Live Stage Production | • Оклахома! / Oklahoma! (3D Theatricals)             |
| Best Local Live Stage Production | • Спамалот / Spamalot (3D Theatricals)               |
| Best Local Live Stage Production | • Zoot Suit (Mark Taper Forum)                       |

## Специальные награды
Лауреаты специальных наград были объявлены 6 июня 2018 года.
| Награда                         | Лауреаты | Лауреаты              |
| ------------------------------- | -------- | --------------------- |
| Премия доктора Дональда А. Рида |          | • Гильермо дель Торо  |
| The Producers Showcase Award    |          | • Джейсон Блум        |
| The Filmmakers Showcase Award   |          | • Джейк Кэздан        |
| The Dan Curtis Legacy Award     |          | • Сара Шектер (англ.) |
| The Special Achievement Award   |          | • Дон Манчини         |